# Ричард Майлс (историк)
Вижте пояснителната страница за други личности с името Ричард Майлс.
Ричард Майлс (на английски: Richard Miles) е британски историк, археолог, преподавател, автор и водещ на научнопопулярни филми.

## Биографични бележки
Роден е през 1969 г.  Завършва История и археология в Ливърпулския университет, а след това специализира класическа история в Кеймбриджкия университет, където е преподавател известно време.  През 2009 г. заема длъжността старши преподавател по древна и класическа история в Университета на Сидни, Австралия. 
Ръководил е международни археологически разкопки в Картаген и Рим, след което публикува книгата си „Картаген трябва да бъде разрушен“ (Carthage Must Be Destroyed: The Rise and Fall of an Ancient Mediterranean Civilisation, Penguin books, 2010) 
Ричард Майлс е познат на широката публика най-вече с изявите си на водещ в два научнопопулярни документални филма, излъчени за пръв път по BBC. Първият от тях е шестсерийната поредица „Древните светове“ (Ancient Worlds), излъчена по ВВС2 през 2010 г. Тя разказва за зараждането на древните цивилизации, за връзките между тях и за крехката им устойчивост, поради която едно по-значително природно или социално сътресение може да съсипе култура, изграждана векове наред. На български език е излъчена по научнопопулярния канал Viasat History. 
Вторият филм е: „Археологията: тайната история“ (Archaeology: a Secret History) и е излъчен за пръв път по ВВС4 през 2013 г. Наситената със снимки и документи продукция е посветена на историята и археологията на самата наука „археология“ – от диренията на императрица Елена, до свръхмодерните технологии в наши дни. 